# Karin Hoogesteger
Karin Hoogesteger (Emmeloord, 9 september 1973) is een hedendaagse figuratieve schilder uit Zutphen.

## Leven en werk
Karin Hoogesteger werd opgeleid aan de kunstacademie ArtEZ in Kampen (thans te Zwolle). Haar atelier is gevestigd in Arnhem.
Hoogestegers werken worden onder andere getoond bij diverse galeries en kunstbeurzen in binnen- en buitenland. Daarnaast is haar werk aangekocht door PGGM Zeist, Gemeente Hengelo, Kunstcentrum Zaanstad, Kunstenlab Deventer, Centrum Beeldende Kunst Overijssel in Zwolle, de Universiteit Twente in Enschede, Hogeschool Windesheim in Zwolle en diverse andere (bedrijfs)collecties.

## Uitgangspunt
Het gaat Karin Hoogesteger niet om de figuren die zij schildert, maar om wat deze verbeelden. Kinderen en dieren worden gebruikt als metaforen om de toeschouwer bewust te maken van iets wezenlijks in zichzelf. 
In de schilderijen confronteert ze de kijker met een ontmoeting met de figuren op het doek en hun onontkoombare emotie. De omgeving waar de figuren in geplaatst zijn, is veelal grimmig en de sfeer onwerkelijk. Het is niet zozeer het beeld dat is geschilderd, maar de gedachtestroom die het beeld oproept die belangrijk is.